# Zenobia Powell Perry
Zenobia Powell Perry (Boley, Oklahoma, 3 oktober 1908 – Wilberforce, Ohio, 17 januari 2004) was een Amerikaans componiste en muziekpedagoog. Zij was een dochter van het echtpaar Calvin Bethel Powell, arts en Birdie Lee Thompson.

## Levensloop

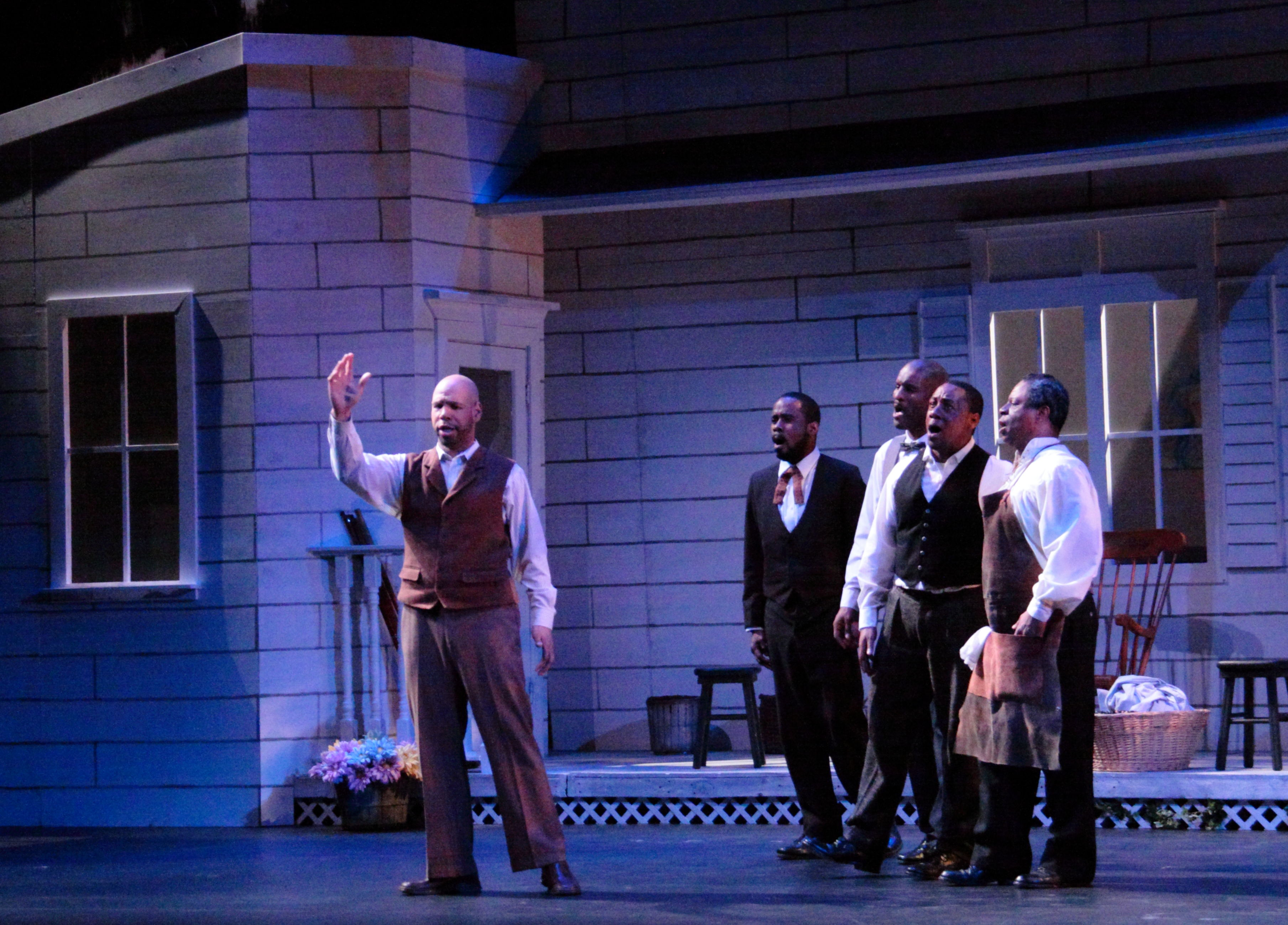
Opera 'Tawawa House'

Perry kreeg in jonge jaren lessen bij Mayme Jones, zelf een student van componist en pianist R. Nathaniel Dett. Vanaf 1931 studeerde zij zelf bij Dett in aan de Eastman School of Music in Rochester (New York). Korte studies bij Cortez Reece aan de Langston University in Langston, Oklahoma, bevestigden haar besluit om compositie te studeren. Later was zij assistente van dirigent en componist William L. Dawson aan het Tuskegee Institute in Tuskegee, Alabama. Zij studeerde verder aan de Universiteit van Wyoming in Laramie bij Darius Milhaud en Charles Jones en behaalde aldaar haar Master of Music met haar compositie Symphonic poem, voor orkest in 1954. Haar studies voltooide zij bij Allan Willman tijdens de Aspen Conference on Contemporary Music.
Zij werd docente van 1947 tot 1955 aan de Universiteit van Arkansas in Pine Bluff. Vervolgens werd zij docent en huiscomponist aan de Central State University in Wilberforce en bleef in deze functie tot 1982. Intussen is zij professor emeritus.
Haar composities werden gespeeld door onder andere de Cleveland Chamber Symphony en de West Virginia University Band en haar opera Tawawa House, gebaseerd op de geschiedenis van Wilberforce, ging in 1987 in première.

## Composities

### Werken voor orkest
- 1954 rev.1988 Symphonic poem in 1988 hernoemd in: Ships That Pass in the Night, voor orkest
- 1982 Tranquility and Commotion, voor orkest
- 1986 Pastels for orchestra

### Werken voor harmonieorkest
- 1968 Introduction, Prelude and Dance, voor harmonieorkest
- 1975 A Mighty Fortress Is Our God zie: Werken voor koor
- 1975 Lift Every Voice and Sing zie: Werken voor koor
- 1993 Tempo, voor sopraan en harmonieorkest - tekst: R.H. Grenville

### Missen en andere kerkmuziek
- 1968 Mass in F sharp minor, voor sopraan, bas, gemengd koor en piano of orgel
- 1969 Sanctus and Agnus Dei
- 1976 Sing unto the Lord a new song, cantate voor sopraan, mezzosopraan, bariton, spreker, gemengd koor, dwarsfluit, pauken, harp en orgel
  1. Introduction, voor orgal
  2. Petition, voor sopraan, mezzosopraan, spreker en pauken
  3. For the Lord is a Great God, voor spreker, gemengd koor, dwarsfluit, harp en orgel
  4. Sing unto the Lord a new song, voor gemengd koor en orgel
  5. The Lord is High Above All Nations voor sopraan, mezzosopraan, dwarsfluit en orgel
  6. Thanksgiving, Hallelujah, How Good it is to Sing Praise, voor spreker, gemengd koor en pauken
  7. Laud, praise, and glory, voor gemengd koor, dwarsfluit en orgel
  8. Canzonet, voor mezzosopraan en orgel
  9. Finale, chorale and amen. Laud, praise, and glory

### Muziektheater

#### Opera's
| Voltooid in | titel        | aktes       | première                                                                                           | libretto          |
| ----------- | ------------ | ----------- | -------------------------------------------------------------------------------------------------- | ----------------- |
| 1985        | Tawawa House | 2 bedrijven | 1987, Wilberforce Central State University, Ohio, Paul Robeson Cultural and Performing Arts Center | van de componiste |

### Werken voor koor
- 1958 Lamb of God, voor vrouwenkoor (SSA)
- 1961 Songs for Nobody, voor gemengd koor - tekst: van de componiste
- 1963 Choral Suite No. 1, voor klanken van het geluidsband, slagwerk, piano en zestienstemmig gemengd koor
- 1963 Redemption, voor gemengd koor
- 1963 rev.1984 Suite for Women's Voices, voor vierstemmig vrouwenkoor en piano
- 1972 Hallelujah, voor unisono kinderkoor en vrouwenkoor
- 1972 Love Came Down at Christmas, voor unisono kinderkoor en strijkers - tekst: C. Rossetti
- 1974 Done Made My Vow to the Lord, voor gemengd koor
- 1974 Go Tell It On The Mountain, voor gemengd koor a capella
- 1974 Ride, Ride, Ride King Jesus, voor gemengd koor a capella
- 1975 A Mighty Fortress Is Our God, voor gemengd koor en harmonieorkest
- 1975 Lift Every Voice and Sing, voor gemengde koor en harmonieorkest
- 1975 Kum Ba Yah, voor gemengd koor (ook kinderkoor en conga)
- 1976 Precious Lord, voor gemengd koor en piano
- 1976 "There's a Little Wheel A Turnin'", voor gemengd koor a capella
- 1980 Gifts of God, voor vrouwenkoor (SSA) en piano
- 1991 Notes of Christmas, voor gemengd koor en piano
- 1991 O Lord, Make Thy Beauty, voor gemengd koor a capella
- 1991 The Love of God, voor gemengd koor a capella
- 1993 Music from Ohio, voor gemengd koor en piano
- "In the Great Gittin' Up Mornin'", voor gemengd koor en piano
- O Peter, Go Ring Dem Bells, voor gemengd koor en piano
- The Twelve Days of Christmas, voor gemengd koor en piano

### Vocale muziek
- 1964 The Cottage, voor sopraan en piano
- 1967 rev.1969 Sinner Man So Hard, Believe!, voor sopraan en piano
- 1968 Heritage, voor bariton en piano - tekst: Claude McKay
- 1968 Rhapsody, voor middenstem en piano - tekst: William Braithwaite
- 1969 Ah Got a Home in a Dat Rock, "In memory of my grandfather Charlie Thompson" voor sopraan en piano
- 1969-1972 Threnody, zangcyclus voor sopraan en piano - tekst: Donald Jeffrey Hayes
  1. Threnody (1969)
  2. Alien (1970)
  3. Bendiction (1972)
  4. Poet (1969)
  5. Pastourelle (1971)
- 1969 rev.1982 Hallelujah to the lamb, voor sopraan en piano
- 1970 A Toast, voor bariton en piano - tekst: Frank Horne
- 1970 To All of You, voor sopraan en piano - tekst: Frank Horne
- 1971 Life Cycle: Three Songs, voor bariton en piano
  1. Whisper 0 my soul (1969) - tekst: William Stanley Braitwaite
  2. A toast (1970) - tekst: Frank Horne]
  3. Life (1971) - tekst: Paul Laurence Dunbar
- 1973 O de Angels Done Bowed Down, voor mezzosopraan en piano
- 1974 Certainly Lord, voor tenor en piano
- 1974 It's Me O Lord Standing in the Need of Prayer, voor bariton en piano
- 1974 Moods, voor sopraan, alt, tenor, bas, marimba en conga
- 1976 Standing in the Need of Prayer, voor bariton en piano
- 1977 [The] Hidden Words of Bahá'u'lláh, voor sopraan, dwarsfluit en piano
  1. O son of spirit
  2. 0 children of men
  3. 0 son of being
  4. O friends abandon not the everlasting beauty
  5. 0 companion of my throne
  6. 0 oppressors on earth withdraw
- 1977-1983 Cycle of Songs On Poems of Paul Laurence Dunbar, voor zangstem en piano
  1. Sunset (1977)
  2. On A Clean Book (1979)
  3. Spring Song (1979)
  4. Life (1978)
  5. Drizzle (1979)
- 1978 Couldn't Hear Nobody Pray, voor bariton en piano
- 1984 Philosophy, voor spreker, dwarsfluit en cello - tekst: Paul Lawrence Dunbar
- 1988 Ships That Pass in the Night, voor bariton en kamerensemble - tekst: Paul Laurence Dunbar
- 1989 Three Songs for Christmas, voor sopraan en piano
- 1990 Echoes from the Journey, voor sopraan en kamerorkest - tekst: van de componiste
- 1991 Gloria in Excelsis, voor sopraan en piano
- 1994 How Charming Is The Place, voor sopraan en orgel of piano - tekst: Samuel Stennett (1787)
- Up Over My Head, voor sopraan, hobo en piano

### Kamermuziek
- 1955 Arkanasia, suite voor viool en piano
  1. Landscape
  2. Folk song
  3. A bit of fun
- 1963 rev.1968/1979 Four Mynms for Three Players, voor dwarsfluit, hobo en piano
- 1963 Hymn, voor koperkwartet
- 1963 Night in Tawawa, voor trompet en piano
- 1963 Sonata, voor klarinet en piano
- 1964 Strijkkwartet nr. 1
- 1964 Strijkkwartet nr. 2
- 1968 rev.1972 Fantasy, voor viool en piano
- 1968 rev.1977 Rhyme, voor altsaxofoon en piano
- 1975 Conversation, voor 2 dwarsfluiten en piano
- 1975 Narrative, voor dwarsfluit, sopraan (ook spreker), twee slagwerkers en piano
- 1975 Two Letters, voor klarinet, cello en piano
- 1978 Sound Patterns, voor spreker en klarinet - tekst: van de componiste
- 1980 rev.1989 Elegy for Brass Quintet, voor trompet, 2 hoorns, trombone en eufonium/tuba
- 1983 Episodes I and II, voor hoorn en piano
- 1984 Hallelujah, voor koperoctet
- 1989 Excursions voor piano trio
- Sonata, voor viool en piano

### Werken voor orgel
- 1973 Prelude
- 1975 Prism
- Festival overture

### Werken voor piano
- 1957 Impromptu
- 1958 Essay
- 1959-1960 Sonata nr. 3
- 1960 Rhapsody
- 1960 Sonata
- 1960 Three Sketches
- 1961 Capriccio
- 1961 Nocturne
- 1961 Variations
- 1962 Sonatina
- 1963 Suite
- 1963 Times Five
- 1972 Salon du Cappricii
- 1972 rev.1992 Fantasy
- 1973-1974 Three Expressions
- 1974 Marche
- 1975 Pavanne
- 1990 Piano potpourri
- Florence Price's Dances in the Cane Brakes, voor twee piano's

### Elektronische muziek
- Nova Sonos, elektronische muziek op geluidsband